# Tablice rejestracyjne w Naddniestrzu

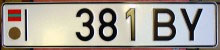
Tablica wojskowa

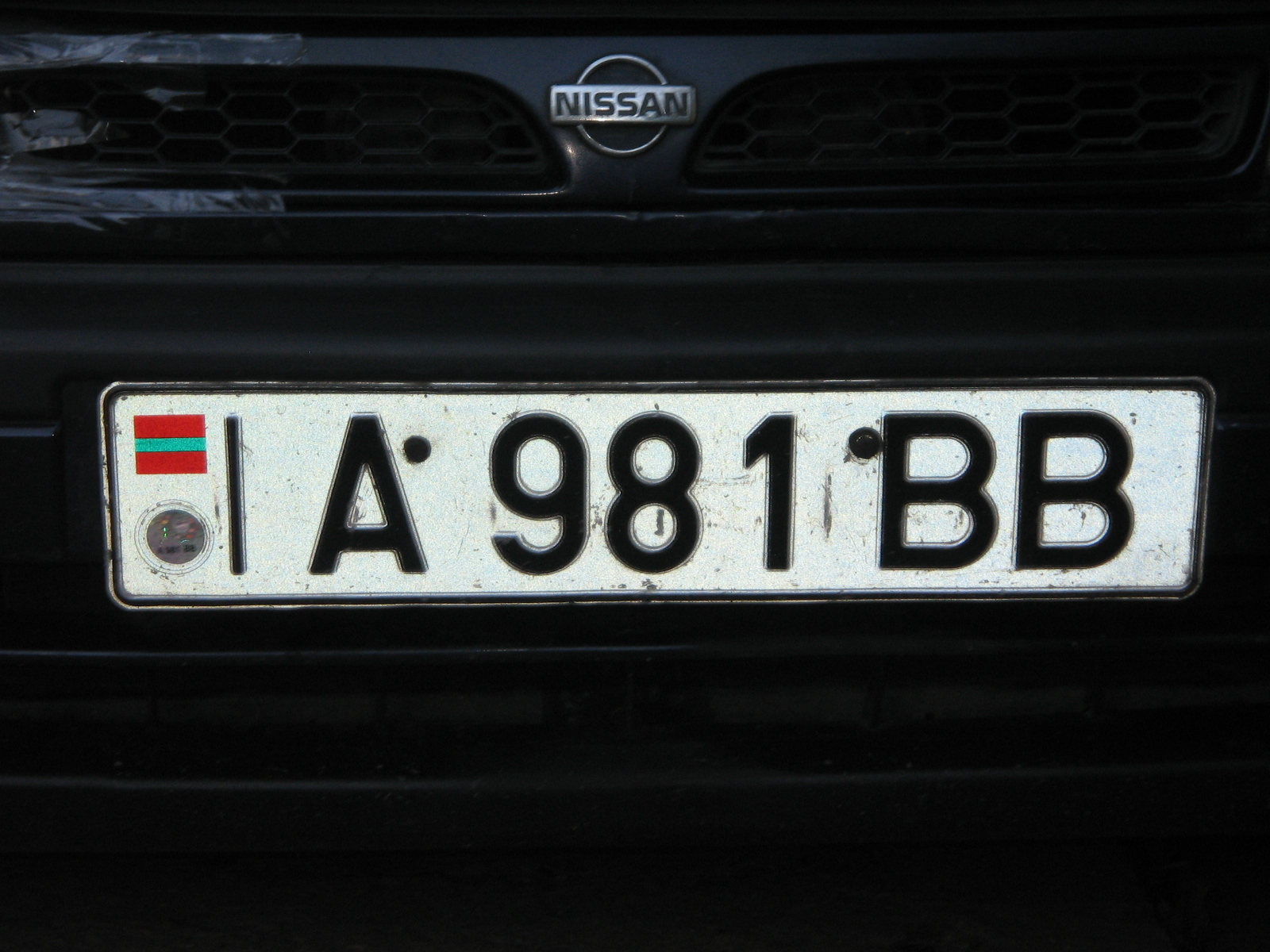
Tablica prywatna

Naddniestrzańskie tablice rejestracyjne składają się z litery, trzech cyfr i dwóch kolejnych liter. Tablice są tego samego rozmiaru i koloru co mołdawskie, mając jednak naddniestrzańską flagę, zamiast mołdawskiego herbu po lewej stronie oraz nalepkę legalizacyjną zamiast kodu kraju MD. 
Mołdawskie władze ogłosiły konfiskatę naddniestrzańskich tablic, ponieważ rejestracja pojazdów w rejonie naddniestrzańskim jest nielegalna dla Mołdawian. Naddniestrzańskie tablice rejestracyjne są ważne tylko w Abchazji, Białorusi, Rosji, Osetii Południowej i Ukrainie.